# سراج سکدر
سراج سکدر (انگلیسی: Siraj Sikder; ۲۷ اکتبر ۱۹۴۴ – ۲ ژانویهٔ ۱۹۷۵) سیاستمدار اهل بنگلادش بود.

## زندگی‌نامه
سراج در ۲۷ اکتبر ۱۹۴۴ در بداراج آپازال در بنگال شرقی به دنیا آمد. او مدرک مهندسی از دانشگاه مهندسی و فناوری پاکستان در سال ۱۹۶۷ دریافت کرد. در حالی که او دانشجو بود، به عضویت اتحادیه دانشجویان شرق پاکستان درآمد. در سال ۱۹۶۷ او به عنوان معاون رئیس کمیته مرکزی اتحادیه دانشجویی انتخاب شد و در اواخر همان سال به گروه سی پیوست.